# Hungari Dzsebedzsi Kulturális Egyesület

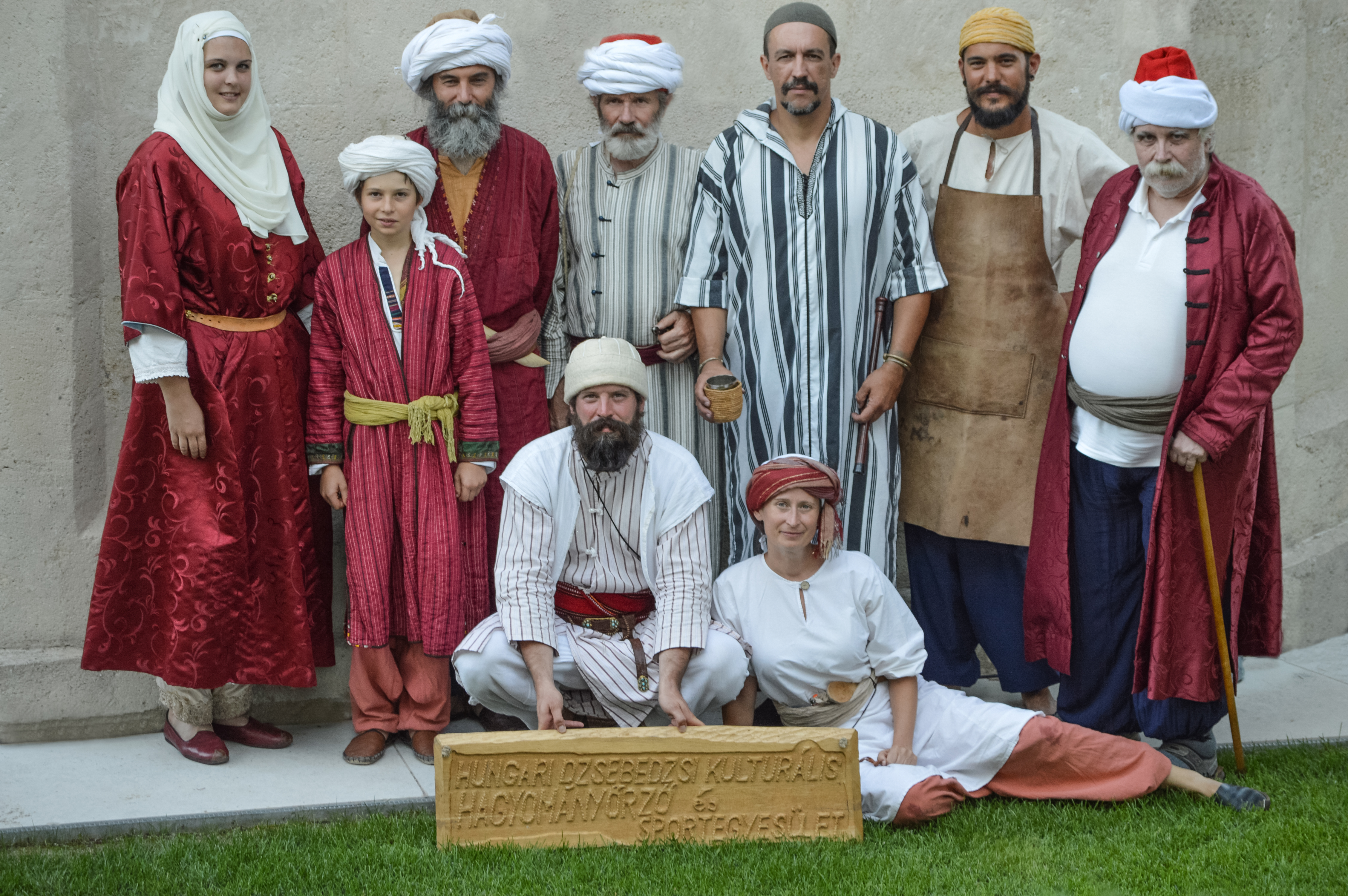
A Gül Baba Kulturális Központ és Kiállítóhely; Mozgó Múzeum

A Hungari Dzsebedzsi Kulturális Egyesület olyan baráti közösség, amely saját bevallása szerint hiánypótló tevékenységet végez: a 16. századi oszmán kulturális életet mutatja be. A csoportot 2013-ban hozták létre, és a napjainkban is működik.
Az elnevezés a néhai dr. M. Soós Tamás orientalista, turkológus, újságíró nevéhez kötődik, ő ajánlotta a tagok figyelmébe a Dzsebedzsi (török kifejezés, jelentése: fegyvermester) elnevezést. A csapat tagjai az alakulásuk kezdetén katonai hagyományőrzéssel szerettek volna foglalkozni, ezen belül is az oszmán tüzérséggel. Szóba került a Madzsar (jelentése: magyar), az Üngüri (az Oszmán Birodalom közigazgatási nyelvén, jelentése: magyar), az Egregi (török elnevezés, jelentése: egri) és persze a Hungari (török megnevezés, jelentése: magyar) szó. Végül a Hungarira esett a csapattagok választása, mert úgy vélték, erről nemzetközi szinten könnyedén beazonosítható, hogy a magyarokról van szó.

## Alapítók
néhai Zsigmondné (Révészné) Bartók Gertrud Judit, Csabai András, Csabai Lőrinc, Csabai Sebestyén, Koklács Zsuzsanna, Molnár Réka, Balla Péter, Pap István, Tompai Noémi, néhai M. Soós Tamás (Osman Milehi), Pap Gergely. (Közülük többen másik hagyományőrző csapat tagjai is.)

## Logó
Az egyesület címerét egy szegedi kalligráfus barátjuk, Luczner Gyula Béla (művésznevén: Abdullah Yusuf) tervezte, aki a néhai dr. M. Soós Tamás útmutatásai alapján írta rá a szöveget arab betűkkel. Ezen kívül még az alakulási év (2013) található rajta arab számokkal. A török címert jeleníti meg a logó, ám címertörést láthatunk, ugyanis a hold és a csillag fordítva jelennek meg, a fekvő félhold alul helyezkedik el.

## Szereplések
Az alakulás óta számos rendezvényen szerepeltek: nemcsak Magyarországon, hanem külföldön is. Több országos rendezvény állandó szereplői lettek, például: Gyula (2014 óta), Fülek (2016 óta), Sirok (2017 óta), Nógrád (2016 óta), Drégelypalánk (2018 óta), Eger (2015 óta), Sárospatak (2017 óta), Gül Baba Türbéje (2020 óta). Ezeken kívül egyéb egyszeri eseményeken vettek már részt, az ország szinte mindegyik pontján.

## Élet a török hódoltságban (1526-1718) konferenciasorozat
I. Élet a török hódoltságban konferencia – Oszmán spiritualizmus, közigazgatás és hadászat a török végeken; 2013. december 7., Eger
Hirtelen ötlettől vezérelve figyelemfelhívásként szervezték meg ezt az egynapos tanácskozást, amelynek egyetlen célja volt kezdetben, az, hogy mindenki tudtára adják, Egerben új hagyományőrző egyesület alakult, melynek hatásköre a hódoltság korának bemutatása oszmán szemszögből. A szervezés két hét alatt zajlott. Az első konferencián még nem volt egyértelmű, hogy ebből sorozat lesz, ezért egy sok témára kiterjedő címet választottak, ám a következő évben úgy gondolták a szervezők, a kevesebb több, ezért lett a cím Élet a török hódoltságban.
Előadók: Balla Péter, dr. Csáki Éva, néhai dr. M.Soós Tamás, dr. Péri Benedek, dr. Sudár Balázs, dr. Szőllősy Gábor
II. Élet a török hódoltságban – 2014.11.15.
A nagy érdeklődésre való tekintettel, illetve az előadók kifejezett kérésére másodjára is megrendezték a tanácskozást, de már sokkal tudatosabban, sokkal nagyobb felkészülési idővel, s lényegesen több előadó meghívásával.
Előadók: Balla Péter, Eördögh Balázs, dr. Igaz Levente, néhai dr. M.Soós Tamás, Nagy Dániel Márton, dr. Sudár Balázs, Szebényi Tibor, dr. Szőllősy Gábor, dr. Papp Adrienn, dr. Péri Benedek, Varga Emese, Véninger Péter, Zay Orsolya
III. Élet a török hódoltságban – 2015.11.13-14.
A kutatók, szakemberek között is egyre ismertebbé váló konferenciát 2015-ben már két naposra szervezték meg, és már külföldi előadót is üdvözölhettek.
Előadók: Balla Péter, Bánrévi Mónika, Balatoni Imre, dr. Hegyi Klára, Jablonkay Judit, dr. Igaz Levente, néhai dr. M.Soós Tamás, dr. Papp Adrienn, Yakup Gül, dr. Szőllősy Gábor, dr. Sz.Simon Éva, dr. Kovács Melinda, dr. Sudár Balázs, dr. Verók Attila, Zay Orsolya
IV. Élet a török hódoltságban – 2016. november 11-12.
A negyedik konferenciát a budapesti Yunus Emre Török Kulturális Intézettel közösen szervezték meg. Így érkeztek külföldi előadók, illetve ezen a rendezvényen szerepeltek először nagy számban doktorandusz és mesterképzésben lévő hallgatók is. Ebben az évben hunyt el az egyesület névadó, alapító tagja, néhai dr. M. Soós Tamás, ezért akadt olyan előadó, aki a méltán nagy tiszteletnek örvendő orientalista baráti körébe tartozott, de annak előadása nem kötődött a török hódoltság korához.
Előadók: dr. Verók Attila, dr. Papp Adrienn, dr. Veres Gábor, dr. Péri Benedek, Kovács Zsuzsanna (Yunus Emre), Erdélyi Melinda (Y.E.), dr. Kalmár János, dr. Sz. Simon Éva, Seda Kaya (Y.E.), Faa-Lendvai Erzsébet, Sebők Szilvia, dr. Komjáti Zoltán Igor, dr.Tóth Hajnalka, dr. Sudár Balázs, Bánrévi Mónika, Balla Péter, dr. Igaz Levente, dr. Morlin Bálint, dr. Szőllősy Gábor, dr. Günhan Börekçi, Alper Serdar, dr.Töll László, Zay Orsolya, Szőcs Judit, Lőrincz Andrea, dla Rostás Beáta
V. Élet a török hódoltságban (1526-1718) konferencia – 2017. november 11-12.
A nagy érdeklődésre való tekintettel ekkor vezették be az időkeretet, innentől kezdve csak olyan jelentkezéseket fogadtak el, amelynek témája szorosan véve a hódoltság időszakához kötődött, vagyis 1626 és 1718 közé esett. Ez a konferencia úgynevezett kis jubileum volt, amelyen nyitó előadást dr. Fodor Pál, a Magyar Tudományos Akadémia Bölcsészettudományi Kutatóközpont főigazgatója tartott. Ettől a dátumtól a konferenciát már komolyan jegyzi a történelemtudomány is, és egyre több a résztvevő és a hallgató is.
Előadók: dr. Fodor Pál, Balla Péter, Szabados János, dr. Komjáti Zoltán Igor, dr. Tóth Hajnalka, dr. Sudár Balázs, dr. Miskei Antal, Sellyei Diána, Buzár Ágota, Bernert Zsolt, dr. Péri Benedek, dr. Kovács Nándor Erik, dr. Sz. Simon Éva, dr. Igaz Levente, dr. Szőllősy Gábor, dr. Gerelyes Ibolya, dr. Papp Adrienn, Zay Orsolya
VI. Élet a török hódoltságban (1526-1718) konferencia – 2018.11.16-17.
Az évek alatt kialakult hagyományoktól kicsit eltértek ekkor, hiszen az első konferenciát leszámítva mindegyik tanácskozást november második hétvégéjén tartották meg. Ám ekkor ez egy hosszú hétre esett, ezért egy héttel el kellett csúsztatni a rendezvény szervezését. Ennek az eseménynek a különlegességét az adta még, hogy vendégként egy ötfős lengyel hagyományőrző delegáció is érkezett a konferenciára.
Előadók: dr. Papp Adrienn, Buzár Ágota, Bernert Zsolt, dr. Bertók Gábor, dr. Murat Özveri, dr. Péri Benedek, dr. Szőllősy Gábor, Zay Orsolya, dr. Sz. Simon Éva, Balla Péter, dr. Komjáti Zoltán Igor, Bánrévi Mónika, dr. Sudár Balázs, Rákóczi Gergely, dr. Morlin Bálint, Takáts Bendegúz, dr. Igaz Levente, lengyel delegáció (Jarosław Struczyński, Piotr Rydzewski, Bartosz Ligocki, Andrzej Mikiciak, Rafał Szwelicki)
VII. Élet a török hódoltságban (1526-1718) konferencia – 2019. 11.9-10.
Bár sosem adtak meg konferenciatematikát a szervezők, ebben az évben mégis így tűnhetett, ugyanis három szekció is megtelt olyan témákkal, amelyek a mohácsi csatával foglalkoztak. E konferencia alcíme ezek után „Nekünk Mohács kell”.
Előadók: dr. B. Szabó János, dr. Négyesi Lajos, dr. Papp Adrienn, dr. Bertók Gábor, Buzár Ágota, dr. Varga Szabolcs, dr. Sudár Balázs, dr. Máté Gábor, Balla Péter, dr. Ivanics Mária, dr. Kelenik József, dr. Péri Benedek, Juhász Krisztina, dr. Szabados János, dr. Marton Gellért Ernő, dr. Szőllősy Gábor, dr. Tóth Hajnalka, dr. Komjáti Zoltán Igor, Bánrévi Mónika, Szalma István, Murat Özveri
VIII-IX. Élet a török hódoltságban (1526-1718) konferencia – 2021. november 12-14.
A koronavírus miatt 2020-ban nem szervezhették meg a rendezvényt, a sorozatos csúsztatások pedig odáig vezettek, hogy 2021-ben összevonva tartották a nyolcadik és kilencedik tanácskozást, ezért volt olyan előadó, aki két előadásra is jelentkezett. Ezért háromnapos volt a 2021-ben rendezett konferencia.
Előadás: dr. Vadné Bognár Katalin, Valaseková Enikő, Rákóczi Gergely, Gálvölgyi Orsolya, Sellyei Diána, dr. Bertók Gábor, dr. Pálfi György, Bernert Zsolt, Buzár Ágota, dr. Sudár Balázs, dr. Varga Szabolcs, dr. Végh András, dr. Sz. Simon Éva, Balogh Máté, dr. Szabados János, Kreiter Júlia, dr. Komjáti Zoltán Igor, dr. Négyesi Lajos, Pázmándi Ágnes, dr. Tóth Hajnalka, Zay Orsolya, dr. Szőllősy Gábor, dr. Morlin Bálint, dr. Murat Özveri, Kiss Attila, Lengyel Boglárka, Kőmíves Nelli Admira
X. Élet a török hódoltságban (1526-1718) konferencia – Jubileumi konferencia – 2022. november 11-12.
A koronavírus még mindig éreztette hatását, ám a konferenciát sikerült megtartani, de új helyszín után néztek a szervezők. A Budapesti Történeti Múzeum Vármúzeuma felkarolta a rendezvényt, és a termen túl hangmérnököt és operatőrt is biztosított, így került a fővárosba az előadássorozat.
Előadók: Sz. Simon Éva, dr. Sudár Balázs, Horváth Márton, dr. Komjáti Zoltán Igor, Egervári Márta, Kerékgyártó József, dr. Papp Adrienn, dr. Péri Benedek, dr. Günhan Börekçi, dr. Szabados János, Zay Orsolya, dr. Tóth Hajnalka, Lengyel Boglárka, dr. Szőllősy Gábor, dr. Murat Özveri, Hamvai-Kovács Gábor, Hargitai-Lőrincz Andrea, Lengyel Gábor, dr. Miskei Antal, Sztán Iván, Buzár Ágota, Balogh Máté, dr. Igaz Levente
XI. Élet a török hódoltságban (1526-1718) konferencia – 2023.november.11.
Erre a tanácskozásra kevesebb előadó jelentkezett, de ekkor is akadt új előadó.
Dr. Sudár Balázs, dr. Papp Adrienn, dr. Sz. Simon Éva, Véninger Péter, Horváth Márton, dr. Szabados János, Szakács Tünde, Juhász Krisztina, dr. Komjáti Zoltán Igor, dr. Tóth Hajnalka, Zay Orsolya, Hamvai-Kovács Gábor, dr. Szőllősy Gábor.
XII. Élet a török a hódoltságban (1526-1946) – 2024.11.9-10.
Előző évben az országgyűlés kihirdette, hogy 2024 a magyar-török kulturális évad, amelynek célja a századfordulós (19-20. század) magyar-török kulturális kapcsolatok bemutatása. Ezelőtt tisztelegve a konferencia időkeretét rendhagyó módon kiterjesztették a második világháború végéig.
Előadók: dr. Péri Benedek, Gillich Olivér, dr. Tóth Hajnalka, László István, Öner Erika, Pokorni Mihály, Drusza Tamás, dr. Komjáti Zoltán Igor, Nagy Zoltán, Sztán Iván, dr. Igaz Levente, Bolyai Csaba, Véninger Péter, Egervári Márta, Kiszeli Orsolya Eszter, Zay Orsolya, dr. Papp Adrienn, Hamvai-Kovács Gábor, Czéher György, Szegedi Ágnes, dr. Sudár Balázs, dr. Sz. Simon Éva, Szabados Ákos, dr. Fodor Gábor, Pintér Tamás, dr. Szőllősy Gábor, Lengyel Boglárka, Péri Ákos

## Stábtagok (média)
Az első pillanattól kezdve stábbal dolgozott a csapat. Ebben voltak operatőrök, riporterek, fotósok. Együttműködők: CFilm Visual Works-tagok (Bátori Tamás, Király Gábor, Bátori-Hidegkuti Réka), Molnár Pál, Antal Iringó, Magyar Bálint Attila, Szende Tamás, Kavecz Edina, Verebélyi Márta. Az elkészült anyagok az egyesület YouTube-csatornáján tekinthetőek meg.

## A tudomány és a hagyományőrzés

### Oszmán szeminárium
Ezt az önképzőkört az egyesületünk azért hozta létre, hogy szakmai segítséget nyújthasson a korszakos hagyományőrző csapatoknak, az üléseken a csapatok vezetői, illetve felkért szakemberek vettek részt.

### Konferencia
Együtt könnyebb – Kutatók, kézművesek, hagyományőrzők
Egyfajta útkeresés volt ez, hogy mi a tevékenységük, hol helyezkednek el a hagyományőrzésen belül, és hogy milyen együttműködési lehetőségeik vannak a kutatókkal, kézművesekkel.

## Együttműködések
Dobó István Vármúzeum, Gül Baba Türbe Központ és Kiállítóhely, Budapesti Történeti Múzeum Vármúzeum, Canlar zenekar

## Tevékenységek
A csapat a XVI-XVII. századi oszmán kultúra különböző aspektusait mutatja. Ezek a következők:
Volt egy török Mehemed…” – Történelmi foglalkoztató
Ez a több állomásból felépülő program a keleti kultúra különböző részeit mutatja be. Minden egyes állomás egy-egy területtel foglalkozik. Bemutatják egyebek között az arab írást, a miniatúrafestészetet, talizmánkészítést stb.
Mozgó múzeum
Egy sátrat vagy egy jurtát úgy rendeznek be, mint egy múzeumi tárlatot, amely segítségével a vendégek betekinthetnek a korabeli életmódba, s igény esetén a programjaikon tárlatvezetéseket is tartanak a szervezők.
Muszlim ima – Namaz interpretációja
Mivel a legtöbb hagyományőrző rendezvényen megjelenik az oszmán sereg imája, így azt célszerű szabályosan elvégezni, emiatt ez volt az egyesület egyik első programelve. Pap Gergely elnök (itt: Namaz) hívja imára a híveket az előadásban.
Meddah – Keleti mesemondó
Szinte mindenki szereti a szórakoztató történeteket és alig van olyan ember, aki ne hallott volna Aladdinról, Ali babáról és ezen keresztül az Ezeregy éjszaka meséiről. A Mettah ilyen történetekkel szórakoztatja hallgatóságát. Igény esetén erotikus történeteket is mesél (18 éven felülieknek!!!)
Kahvehane
Megelevenítik az Oszmán Birodalom gasztronómiáját.
Extra
Egyéni elképzelés esetén kidolgoznak egyéni programokat is. Fellépéseikre gyakran kísérik őket zenészek és táncosok. Az ő programjaikból is minden alkalommal válogathatnak az érdeklődők.